# Bretoncelles
Bretoncelles és un municipi francès situat al departament de l'Orne i a la regió de Normandia. L'any 2007 tenia 1.408 habitants.

## Demografia

### Població
El 2007 la població de fet de Bretoncelles era de 1.408 persones. Hi havia 600 famílies de les quals 200 eren unipersonals (72 homes vivint sols i 128 dones vivint soles), 212 parelles sense fills, 164 parelles amb fills i 24 famílies monoparentals amb fills.
La població ha evolucionat segons el següent gràfic:
Habitants censats

### Habitatges
El 2007 hi havia 871 habitatges, 618 eren l'habitatge principal de la família, 192 eren segones residències i 61 estaven desocupats. 797 eren cases i 58 eren apartaments. Dels 618 habitatges principals, 452 estaven ocupats pels seus propietaris, 155 estaven llogats i ocupats pels llogaters i 11 estaven cedits a títol gratuït; 6 tenien una cambra, 59 en tenien dues, 155 en tenien tres, 179 en tenien quatre i 219 en tenien cinc o més. 492 habitatges disposaven pel capbaix d'una plaça de pàrquing. A 332 habitatges hi havia un automòbil i a 204 n'hi havia dos o més.

### Piràmide de població
La piràmide de població per edats i sexe el 2009 era:
| Homes | Edats   | Dones |
| ----- | ------- | ----- |
| 8     | 95 o +  | 4     |
| 12    | 90 a 94 | 28    |
| 12    | 85 a 89 | 24    |
| 16    | 80 a 84 | 20    |
| 36    | 75 a 79 | 40    |
| 68    | 70 a 74 | 64    |
| 48    | 65 a 69 | 68    |
| 32    | 60 a 64 | 28    |
| 28    | 55 a 59 | 28    |
| 32    | 50 a 54 | 28    |
| 72    | 45 a 49 | 48    |
| 52    | 40 a 44 | 40    |
| 24    | 35 a 39 | 40    |
| 24    | 30 a 34 | 24    |
| 28    | 25 a 29 | 28    |
| 36    | 20 a 24 | 44    |
| 40    | 15 a 19 | 24    |
| 28    | 10 a 14 | 32    |
| 24    | 5 a 9   | 36    |
| 32    | 0 a 4   | 28    |

## Economia
El 2007 la població en edat de treballar era de 799 persones, 557 eren actives i 242 eren inactives. De les 557 persones actives 496 estaven ocupades (268 homes i 228 dones) i 61 estaven aturades (27 homes i 34 dones). De les 242 persones inactives 105 estaven jubilades, 54 estaven estudiant i 83 estaven classificades com a «altres inactius».

### Ingressos
El 2009 a Bretoncelles hi havia 642 unitats fiscals que integraven 1.439,5 persones, la mediana anual d'ingressos fiscals per persona era de 16.916 €.

### Activitats econòmiques
Dels 63 establiments que hi havia el 2007, 1 era d'una empresa alimentària, 6 d'empreses de fabricació d'altres productes industrials, 9 d'empreses de construcció, 16 d'empreses de comerç i reparació d'automòbils, 3 d'empreses de transport, 5 d'empreses d'hostatgeria i restauració, 3 d'empreses financeres, 2 d'empreses immobiliàries, 7 d'empreses de serveis, 4 d'entitats de l'administració pública i 7 d'empreses classificades com a «altres activitats de serveis».
Dels 18 establiments de servei als particulars que hi havia el 2009, 1 era una oficina de correu, 1 una oficina bancària, 3 tallers de reparació d'automòbils i de material agrícola, 1 taller d'inspecció tècnica de vehicles, 2 paletes, 1 guixaire pintor, 1 fusteria, 3 lampisteries, 1 empresa de construcció, 2 perruqueries, 1 restaurant i 1 saló de bellesa.
Dels 5 establiments comercials que hi havia el 2009, 1 era una botiga de més de 120 m², 1 una botiga de menys de 120 m², 1 una fleca, 1 una peixateria i 1 una joieria.
L'any 2000 a Bretoncelles hi havia 32 explotacions agrícoles que ocupaven un total de 1.691 hectàrees.

## Equipaments sanitaris i escolars
L'únic equipament sanitari que hi havia el 2009 era una farmàcia.
El 2009 hi havia una escola elemental.

## Poblacions més properes
El següent diagrama mostra les poblacions més properes.